# Latrodectus tredecimguttatus
Latrodectus tredecimguttatus, tên thông dụng là quả phụ đen Địa Trung Hải hay nhện thảo nguyên, là một loài nhện quả phụ trong chi Latrodectus. Nó là loài nhện phổ biến trên khắp khu vực Địa Trung Hải, từ Tây Ban Nha về phía tây nam và Trung Á. Các mẫu vật từ Trung Á cũng được biết đến với tên khoa học Latrodectus lugubris; tuy nhiên tên gọi này được coi là lỗi thời, mặc dù nó vẫn còn phổ biến trong nhiều tài liệu. Nhiều người xem nó là một phân loài của Latrodectus mactans.